# Dimítrios Gúnaris
Dimítrios Gúnaris (en grec:Δημήτριος Γούναρης) (Patres, 1866 - Atenes, 1922) fou un advocat i polític grec, que va ser primer ministre de Grècia del 10 de març al 23 d'agost de 1915 i del 8 d'abril de 1921 al 16 de maig de 1922. Fou l'adversari polític de dretes del seu contemporani Elevthérios Venizelos.

## Biografia
El 1906 va formar part dels diputats de l'oposició al govern de Georgios Theotokis a favor de les reformes conegut informalment com a «partit japonès», per les reformes d'aquell país que havien portat la seva victòria sobre l'Imperi Rus en la recent Guerra Russojaponesa. El juliol del 1908, tanmateix, va acceptar el lloc de ministre d'Economia al govern de Theotokis, fracassant en el seu intent d'aprovar les reformes des del govern i dissolent-se l'agrupació de l'oposició.

### Primer gabinet
A començaments de 1915 Venizelos va defensar la participació de Grècia, aleshores neutral, a l'expedició de la Triple Entesa contra Gal·lípoli per tractar de prendre els estrets de la mar Negra. Després de dubtar, el rei Constantí va rebutjar la proposta i Venizelos va dimitir, fent pas al primer govern de Gúnaris al març. Mentre els Aliats s'enfrontaven a la dura resistència otomana Gúnaris va expressar la seva intenció de mantenir la neutralitat del país, negant-se a sumar-se a l'ofensiva.
A les eleccions de maig i juny de 1915, va ser àmpliament derrotat per Venizelos, que va tornar al govern a l'agost després de la renúncia de Gúnaris.

### Intermedi
A l'octubre les restes de l'expedició aliada van desembarcar a Grècia, que romania neutral. Això va aguditzar l'enfrontament entre el monarca, proalemany, i Venizelos, partidari de l'Entesa. Davant la intenció de Venizelos d'acudir en ajut del Sèrbia, el sobirà va exigir la seva renúncia, formant-se un nou govern amb Alexandros Zaimis on va participar Gúnaris. El govern va ser d'efímer i va rebutjar l'oferta Aliada de Xipre a canvi de la seva entrada a la guerra.
En data 20 d ejuny de 1917, després de la presa del poder per Venizelos amb suport dels Aliats i l'exili del rei, Gúnaris va ser arrestat junt amb una altra trentena de destacats monàrquics i exiliat. Va escapar del seu exili vigilat a Còrsega i va passar a Itàlia al costat de Ioannis Metaxàs.

### Segon gabinet i mort
Després del seu retorn a Grècia a finals 1920 va mantenir la guerra contra Turquia, el que li va enfrontar al seu antic aliat Metaxas. Va ser nomenat ministre de Defensa després de la gran derrota electoral del 14 de novembre de 1920 que va permetre el retorn dels exiliats monàrquics.
El 1921, amb l'empitjorament de la crisi política per la campanya a l'Àsia Menor, Gúnaris va formar un nou govern.
Gounaris va ser condemnat per traïció y executat el 15 de novembre de 1922, amb altres quatre membres del Govern i un general, a causa de les serie d'errades que van portar a l'anomenada «catàstrofe de l'Àsia Menor» durant la guerra entre Grècia i Turquia, que va culminar amb la destrucció d'Esmirna. Al segle xxi, la sentència va ser recorreguda per Michalis Protopapadakis, net d'un dels executats, i 2l 20 d'octubre de 2010 el tribunal suprem grec va anul·lar la sentència.